# It's Hard out Here for a Pimp
It's Hard out Here for a Pimp est une chanson sortie en 2005, écrite par Three 6 Mafia et Frayser Boy et interprétée par Three 6 Mafia et Taraji P. Henson, issue de la bande originale du film Hustle and Flow. En 2006, elle gagne l'Oscar de la meilleure chanson originale.

## Contexte
It's Hard out Here for a Pimp est une chanson dans le style musical crunk et le style lyrique pimp rap. Elle est composée par le groupe Three 6 Mafia pour la bande originale du film Hustle and Flow, sortie en 2005. Au sein du film, elle est censée être une chanson du protagoniste DJay, joué par Terrence Howard.
Originellement, le réalisateur du film, Craig Brewer, comptait rapper lui-même les morceaux de la bande originale, avant de se raviser, déçu du résultat. Il entre en contact avec Three 6 Mafia via le réalisateur John Singleton, qui avait déjà travaillé avec le groupe pour un film. John Singleton propose alors de commander à Three 6 Mafia une chanson sur la dure vie d'un proxénète, qui articule les contradictions de cette situation de dominant dominé.
Durant les balbutiements de l'enregistrement, Terrence Howard, l'acteur qui joue le protagoniste du film, peine à s'intégrer et à socialiser avec Three 6 Mafia lors des séances d'enregistrement, intimidé par le fait de rencontrer de véritables rappeurs et de devoir en jouer un pour le film. Juicy J de la Three 6 Mafia l'aide à sympathiser. Le rappeur Frayser Boy participe à l'écriture du morceau et lui donne le nom It's Hard out Here for a Pimp, qui est approuvé par John Singleton.
En 2015, Terrence Howard et Taraji P. Henson, tous deux acteurs dans Hustle and Flow, jouent la chanson ensemble à l'occasion de l'émission Lip Sync Battle.

## Récompense
En 2006, la chanson gagne l'Oscar de la meilleure chanson originale. Three 6 Mafia jouent la chanson avec Taraji P. Henson et le rappeur Crunchy Black à la cérémonie des Oscars. La chanson est censurée à l'occasion de cette performance,. Terrence Howard était également censé participer à la performance, mais il finit par décliner en raison de conseils de la part de personnalités afro-américaines de l'industrie du cinéma lui déconseillant de se grimer en maquereau pour les Oscars.
Il s'agit de la première chanson rap à être jouée à la cérémonie des Oscars et de la première chanson d'un groupe de rap à gagner le prix,.  Cette victoire, inattendue, occasionne plusieurs critiques, Chron.com estimant qu'elle donne une bonne image du proxénétisme, et le Harvard Crimson jugeant qu'elle donne une mauvaise image de la communauté afro-américaine,,.
Frayser Boy fait don de son prix au Memphis Rock 'n' Soul Museum.

## Dans la culture populaire
En 2013, la chanteuse Lily Allen fait référence à cette chanson dans sa chanson Hard Out Here, au sein de laquelle le mot « pimp » (maquereau) est remplacé par le mot « bitch » (pute) afin de moquer le sexisme dans l'industrie musicale.